# Povijest crnogorskoga jezika
Početci crnogorske pismenosti sežu do sredine 9. stoljeća, odnosno u razdoblje Dukljanskoga kraljevstva.
Povijesni razvoj crnogorskoga jezika može se podijeliti na šest razdoblja: 
- dukljansko razdoblje (od sredine 9. stoljeća, do osamdesetih godina 12. stoljeća);
- zetsko razdoblje (od osamdesetih godina 12. st. do kraja 15. stoljeća);
- razdoblje pisanoga jezika (od kraja 15. st. do sredine 18. stoljeća);
- razdoblje nekodificiranoga književnog jezika (od sredine 18. st. do 1830-ih);
- prijelazno razdoblje (1830-ih do Prvoga svjetskog rata;
- vukovsko razdoblje (od Prvoga svjetskog rata do naših dana), koji ima dvije etape: belićevsku (međuratni period) i suvremenu (od 1944. godine).

### Dukljansko razdoblje
Od sredine 9. stoljeća na teritoriju suvremenog crnogorskog primorskog pojasa utemeljuje se veliki broj benediktinskih samostana. Dok su tragovi latinske i grčke pismenosti dukljanskoga perioda djelomično očuvani, o pismenosti na slavenskome jeziku postoje samo posredna svjedočanstva. 
Pretpostavka je da se u Duklji glagoljska pismenost mogla razviti pod utjecajem snažnoga centra slavenske pismenosti u Ohridu. 
Uz Skadarsko jezero razvija se književna djelatnost, od početka 11. st., poglavito u samostanu Prečista Krajinska, gdje je nastalo i reprezentativno književno djelo Život zetskoga kneza Vladimira anonimnoga Dukljanina iz Krajine. 
Drugo značajno djelo iz toga razdoblja jeste kronika Kraljevstvo Slavena Popa Dukljanina, odnosno Regnum Sclavorum. Ni jedno ni drugo djelo nije sačuvano u originalu, no u latinskome prijepisu.

### Zetsko razdoblje
Zetsko razdoblje u povijesti crnogorskoga književnog jezika počinje padom Dukljanskoga kraljevstva/Zetske države pod srpsku vlast i proteže se na vladavinu Balšića i Crnojevića. 
Na osnovu sačuvane rukopisne građe sa sigurnošću se može utvrditi da je u zetskome razdoblju došlo do dominantne uporabe starocrkvenoslavenskoga jezika i ćirilice. Glagoljicu će u zetskome razdoblju u potpunosti potisnuti ćirilicu (što slikovito opisuje da ćirilična Ilovička krmčija bila povezana koricama koje su činila dva glagoljska pergamenta). 
U 15. st. u pravoslavnim crkvama na otocima i obalama Skadarskoga jezera veliki broj pravoslavnih svećenika radio je na prepisivanju i iluminacijama crkvenih knjiga. Stoga je pojava crnogorske tiskare prirodna posljedica te razvijene prepisivačke književne djelatnosti. 
U zetskome razdoblju razvija se Zetska (crnogorska) redakcija starocrkvenoslavenskoga jezika. Najznačajniji predstavnik te redakcije Miroslavljevo jevanđelje, nastalog vjerojatno u i u skriptorijima Kotora i Bijeloga Polja, a izradila su ga dva pisara – Zećanin Varsameleon, koji je napisao glavninu djela, te Rašanin Gligorije, pisar posljednje dvije stranice. 
Redakcija zetska/crnogorska definira se kao tip starocrkvenoslavenskoga jezika izgovorno prilagođenog lokalnome jeziku prepisivača iz srednjovjekovne Zete. Nastala je vjerojatno u dvorskoj kancelariji Stefana Nemanje u Kotoru i obilježila je zetsko razdoblje crnogorske pismenosti i književnosti. Iz nje su se razvile i bosanska i srpska redakcija starocrkvenoslovenskoga jezika. 
Prema mišljenju Vojislava Nikčevića, Zetska/crnogorska redakcija neosnovano je tretirana kao "zetsko-humska", iako se zna da je prvotno nastala u Zeti, pa se odatle proširila na Hum.

## Vanjske poveznice
- Crnogorski jezik - Istorijski razvoj  Arhivirana inačica izvorne stranice od 7. prosinca 2012. (Wayback Machine)(crn.)